# كارثاغ (إنديانا)
كارثاغ (بالإنجليزية: Carthage, Indiana)‏ هي بلدة أمريكية تقع في الولايات المتحدة في مقاطعة روش (إنديانا). يقدر عدد سكانها بـ 927 نسمة ومساحتها 1.50 كم2 وترتفع عن سطح البحر 267 متر.

## التركيبة السكانية
قام مكتب تعداد الولايات المتحدة بتحديد بيانات التركيبة السكانية لكارثاغ في تعداد الولايات المتحدة. في ما يلي، التركيبة السكانية حسب تعدادي 2000 و2010.

### تعداد عام 2000
بلغ عدد سكان كارثاغ 928 نسمة بحسب تعداد عام 2000، وبلغ عدد الأسر 373 أسرة وعدد العائلات 255 عائلة مقيمة في البلدة. في حين سجلت الكثافة السكانية 1,616.3 نسمة لكل ميل مربع (624.1/كم2). وبلغ عدد الوحدات السكنية 391 وحدة بمتوسط كثافة قدره 681.0 نسمة لكل ميل مربع (262.9/كم2).
وتوزع التركيب العرقي للبلدة بنسبة 97.95% من البيض و 0.22% من الأمريكيين الأصليين و 0.75% من عرقين مختلطين أو أكثر.
بلغ عدد الأسر 373 أسرة كانت نسبة 36.2% منها لديها أطفال تحت سن الثامنة عشر تعيش معهم، وبلغت نسبة الأزواج القاطنين مع بعضهم البعض 58.2% من أصل المجموع الكلي للأسر، ونسبة 7.2% من الأسر كان لديها معيلات من الإناث دون وجود شريك، وكانت نسبة 31.6% من غير العائلات. تألفت نسبة 27.9% من أصل جميع الأسر من أفراد ونسبة 16.1% كانوا يعيش معهم شخص وحيد يبلغ من العمر 65 عاماً فما فوق. وبلغ متوسط حجم الأسرة المعيشية 3.03، أما متوسط حجم العائلات فبلغ 2.49.
بلغ العمر الوسطي للسكان 36 عاماً. وكانت نسبة 26.6% من القاطنين تحت سن الثامنة عشر، وكانت نسبة 8.1% بين الثامنة عشر والأربعة وعشرون عاماً، ونسبة 31.9% كانت واقعةً في الفئة العمرية ما بين الخامسة والعشرون حتى والأربعة وأربعون عاماً، ونسبة 19.6% كانت ما بين الخامسة والأربعون حتى الرابعة والستون، ونسبة 13.8% كانت ضمن فئة الخامسة والستون عاماً فما فوق. يوجد لكل 100 أنثى 95.4 ذكر، ويوجد لكل 100 أنثى في الثامنة عشر من عمرها فما فوق 91.8 ذكر.
بلغ متوسط دخل الأسرة في البلدة 35,417 دولار، أما متوسط دخل العائلة فبلغ 40,333 دولار. وكان متوسط دخل الذكور 31,618 دولار مقابل 21,875 دولار للإناث. وسجل دخل الفرد الخاص بالبلدة 15,598 دولار. وكانت نسبة 6.0% من العائلات ونسبة 7.2% من السكان تحت خط الفقر، وكان من هؤلاء نسبة 5.1% تحت سن الثامنة عشر ونسبة 13.3% في الخامسة والستين من العمر وما فوق.

### تعداد عام 2010
بلغ عدد سكان كارثاغ 927 نسمة بحسب تعداد عام 2010، وبلغ عدد الأسر 351 أسرة وعدد العائلات 251 عائلة مقيمة في البلدة. في حين سجلت الكثافة السكانية 1,598.3 نسمة لكل ميل مربع (617.1/كم2). وبلغ عدد الوحدات السكنية 411 وحدة بمتوسط كثافة قدره 708.6 لكل ميل مربع (273.6/كم2).
وتوزع التركيب العرقي للبلدة بنسبة 98.6% من البيض و 0.2% من الأمريكيين الأصليين و 0.2% من الأمريكيين ذوي الأصول الآسيوية و 1.0% من عرقين مختلطين أو أكثر.
بلغ عدد الأسر 351 أسرة كانت نسبة 39.6% منها لديها أطفال تحت سن الثامنة عشر تعيش معهم، وبلغت نسبة الأزواج القاطنين مع بعضهم البعض 49.9% من أصل المجموع الكلي للأسر، ونسبة 15.4% من الأسر كان لديها معيلات من الإناث دون وجود شريك، بينما كانت نسبة 6.3% من الأسر لديها معيلون من الذكور دون وجود شريكة وكانت نسبة 28.5% من غير العائلات. تألفت نسبة 25.4% من أصل جميع الأسر من أفراد ونسبة 11.1% كانوا يعيش معهم شخص وحيد يبلغ من العمر 65 عاماً فما فوق. وبلغ متوسط حجم الأسرة المعيشية 3.10، أما متوسط حجم العائلات فبلغ 2.64.
بلغ العمر الوسطي للسكان 37.3 عاماً. وكانت نسبة 28.2% من القاطنين تحت سن الثامنة عشر، وكانت نسبة 6.9% بين الثامنة عشر والأربعة وعشرون عاماً، ونسبة 26.5% كانت واقعةً في الفئة العمرية ما بين الخامسة والعشرون حتى والأربعة وأربعون عاماً، ونسبة 26.6% كانت ما بين الخامسة والأربعون حتى الرابعة والستون، ونسبة 11.8% كانت ضمن فئة الخامسة والستون عاماً فما فوق. وتوزع التركيب الجنسي للسكان بنسبة 49.9% ذكور و50.1% إناث.